# Hu Tianbao

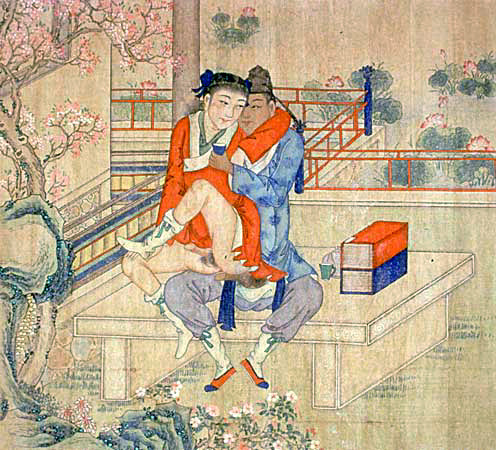
Due amanti omosessuali. Quest'immagine, anch'essa del periodo della dinastia Qing, somiglia alla descrizione dell'immagine di culto del tempietto di Hu Tianbao.

Nel folklore cinese, Hu Tianbao (spesso trascritto anche come Wu Tien Bao) era una divinità popolare che gli uomini di Fuzhou (pinyin: Fúzhōu), capoluogo della provincia del Fujian, pregavano quando si erano innamorati di un ragazzo e desideravano essere ricambiati. 
Hu Tianbao, che era quindi un dio dell'amore omosessuale, era stato in origine un uomo nato a Fuzhou, dove visse tutta la sua breve esistenza; non si conosce con certezza il suo anno di nascita, ma secondo testimonianze indirette pare che sia venuto al mondo durante i primi anni della dinastia Manciù Qing, quindi intorno al 1644 circa. Hu Tianbao s'innamorò d'un giovane magistrato e incominciò a seguirlo in maniera ossessiva presenziando a tutti gli atti pubblici curati dall'amato.
Un giorno Hu Tianbao, accecato dalla passione, spiò l'amato da una fessura mentre stava facendo i suoi bisogni: fu per questo arrestato e torturato con diversi cicli di bastonate di bambù finché confessò la sua attrazione per il magistrato. Il quale s'arrabbiò talmente tanto che ordinò di aumentare la torture, fino a farlo morire.

La leggenda narra che poiché quello di Hu Tianbao era stato un crimine d'amore, i funzionari dell'Oltretomba decisero di riparare all'ingiustizia facendone una divinità a salvaguardia dell'amore omosessuale. Poco dopo il suo decesso Hu apparve quindi in sogno all'amato, cui riferì queste parole: 
("coniglietto" era una parola ironica usata in Cina per indicare un giovane omosessuale).

Al di là dell'abbellimento leggendario, resta il fatto che qualcuno costruì il tempietto in memoria di Hu Tianbao.
Il culto di Hu Tianbao proseguì in sordina per circa un secolo, prima di attirarsi la reazione delle autorità. Il primo che testimoniò del culto fu Zhu Gui (1731-1807), esattore delle tasse della provincia del Fujian nel 1765, che nel suo libro "Culti proibiti ed immorali" scrisse che nel tempio vi era un'immagine di due uomini che si abbracciavano, uno abbastanza anziano e l'altro tenero e di pelle chiara.
Zhu Gui prosegue descrivendo il culto: 
Zhu Gui stesso distrusse questa immagine, assieme a una tavoletta di legno a essa associata, nello sforzo di "migliorare il livello morale" degli indigeni, mentre l'intero tempio fu raso al suolo dai giapponesi durante la seconda guerra mondiale.